# Lista odcinków serialu Pozostawieni
Poniżej znajduje się lista odcinków serialu telewizyjnego Pozostawieni – emitowanego przez amerykańską stację telewizyjną HBO od 29 czerwca 2014 roku do 4 czerwca 2017 roku. Powstały trzy serię, które łącznie składają się z 28 odcinków. W Polsce serial jest nadawany od 30 czerwca 2014 roku do 5 czerwca 2017 roku przez HBO Polska.

## Przegląd sezonów
| Sezon | Sezon | Odcinki | Premierowa emisja (HBO) | Premierowa emisja (HBO) | Premierowa emisja (HBO Polska) | Premierowa emisja (HBO Polska) | Premierowa emisja (HBO Polska) |
| Sezon | Sezon | Odcinki | Premiera sezonu         | Finał sezonu            | Premiera sezonu                | Finał sezonu                   |                                |
| ----- | ----- | ------- | ----------------------- | ----------------------- | ------------------------------ | ------------------------------ | ------------------------------ |
|       | 1     | 10      | 29 czerwca 2014         | 7 września 2014         | 30 czerwca 2014                | 8 września 2014                |                                |
|       | 2     | 10      | 4 października 2015     | 6 grudnia 2015          | 5 października 2015            | 7 grudnia 2015                 |                                |
|       | 3     | 8       | 16 kwietnia 2017        | 4 czerwca 2017          | 17 kwietnia 2017               | 5 czerwca 2017                 |                                |

## Sezon 1 (2014)
| Nr | #  | Tytuł                      | Reżyseria           | Scenariusz                         | Premiera (HBO)   | Premiera (HBO Polska) |
| -- | -- | -------------------------- | ------------------- | ---------------------------------- | ---------------- | --------------------- |
| 1  | 1  | Pilot                      | Peter Berg          | Damon Lindelof, Tom Perrota        | 29 czerwca 2014  | 30 czerwca 2014       |
| 2  | 2  | Penguins Two, Us Zero      | Peter Berg          | Damon Lindelof, Kath Lingenfelter  | 6 lipca 2014     | 7 lipca 2014          |
| 3  | 3  | Two Boats and a Helicopter | Keith Gordon        | Damon Lindelof, Jacqueline Hoyt    | 13 lipca 2014    | 14 lipca 2014         |
| 4  | 4  | B. J. and the A. C.        | Lesli Linka Glatter | Damon Lindelof, Elizabeth Peterson | 20 lipca 2014    | 21 lipca 2014         |
| 5  | 5  | Gladys                     | Mimi Leder          | Damon Lindelof, Tom Perrotta       | 27 lipca 2014    | 28 lipca 2014         |
| 6  | 6  | Guest                      | Carl Franklin       | Damon Lindelof, Kath Lingenfelter  | 3 sierpnia 2014  | 4 sierpnia 2014       |
| 7  | 7  | Solace for Tired Feet      | Mimi Leder          | Damon Lindelof, Jacqueline Hoyt    | 10 sierpnia 2014 | 11 sierpnia 2014      |
| 8  | 8  | Cairo                      | Michelle MacLaren   | Curtis Gwinn, Carlito Rodriguez    | 17 sierpnia 2014 | 18 sierpnia 2014      |
| 9  | 9  | The Garveys at Their Best  | Daniel Sackheim     | Kath Lingenfelter, Damon Lindelof  | 24 sierpnia 2014 | 25 sierpnia 2014      |
| 10 | 10 | The Prodigal Son Returns   | Mimi Leder          | Damon Lindelof, Tom Perrotta       | 7 września 2014  | 8 września 2014       |

## Sezon 2 (2015)
| Nr | #  | Tytuł                     | Reżyseria      | Scenariusz                         | Premiera (HBO)       | Premiera (HBO Polska) |
| -- | -- | ------------------------- | -------------- | ---------------------------------- | -------------------- | --------------------- |
| 11 | 1  | Axis Mundi                | Mimi Leder     | Damon Lindelof, Jacqueline Hoyt    | 4 października 2015  | 5 października 2015   |
| 12 | 2  | A Matter of Geography     | Mimi Leder     | Damon Lindelof, Tom Perrotta       | 11 października 2015 | 12 października 2015  |
| 13 | 3  | Off Ramp                  | Carl Franklin  | Damon Lindelof, Patrick Somerville | 18 października 2015 | 19 października 2015  |
| 14 | 4  | Orange Sticker            | Tom Shankland  | Damon Lindelof, Tom Spezialy       | 25 października 2015 | 26 października 2015  |
| 15 | 5  | No Room at the Inn        | Nicole Kassell | Damon Lindelof, Jacqueline Hoyt    | 1 listopada 2015     | 2 listopada 2015      |
| 16 | 6  | Lens                      | Craig Zobel    | Damon Lindelof, Tom Perrotta       | 8 listopada 2015     | 9 listopada 2015      |
| 17 | 7  | A Most Powerful Adversary | Mimi Leder     | Damon Lindelof, Patrick Somerville | 15 listopada 2015    | 16 listopada 2015     |
| 18 | 8  | International Assassin    | Craig Zobel    | Damon Lindelof, Nick Cuse          | 22 listopada 2015    | 23 listopada 2015     |
| 19 | 9  | Ten Thirteen              | Keith Gordon   | Damon Lindelof, Monica Beletsky    | 29 listopada 2015    | 30 listopada 2015     |
| 20 | 10 | I Live Here Now           | Mimi Leder     | Damon Lindelof, Tom Perrotta       | 6 grudnia 2015       | 7 grudnia 2015        |

## Sezon 3 (2017)
| Nr | # | Tytuł                                                               | Reżyseria       | Scenariusz                                   | Premiera (HBO)   | Premiera (HBO Polska) |
| -- | - | ------------------------------------------------------------------- | --------------- | -------------------------------------------- | ---------------- | --------------------- |
| 21 | 1 | The Book of Kevin                                                   | Mimi Leder      | Damon Lindelof, Patrick Somerville           | 16 kwietnia 2017 | 17 kwietnia 2017      |
| 22 | 2 | Don't Be Ridiculous                                                 | Keith Gordon    | Damon Lindelof, Tom Perrotta                 | 23 kwietnia 2017 | 24 kwietnia 2017      |
| 23 | 3 | Crazy Whitefella Thinking                                           | Mimi Leder      | Damon Lindelof, Tom Spezialy                 | 30 kwietnia 2017 | 1 maja 2017           |
| 24 | 4 | G'Day Melbourne                                                     | Daniel Sackheim | Damon Lindelof Tamara P. Carter Haley Harris | 7 maja 2017      | 8 maja 2017           |
| 25 | 5 | It's a Matt, Matt, Matt, Matt World                                 | Nicole Kassell  | Lila Byock Damon Lindelof                    | 14 maja 2017     | 15 maja 2017          |
| 26 | 6 | Certified                                                           | Carl Franklin   | Patrick Somerville Carly Wray                | 21 maja 2017     | 22 maja 2017          |
| 27 | 7 | The Most Powerful Man in the World (and His Identical Twin Brother) | Craig Zobel     | Nick Cuse Damon Lindelof                     | 28 maja 2017     | 29 maja 2017          |
| 28 | 8 | The Book of Nora                                                    | Mimi Leder      | Tom Perrotta Tom Spezialy Damon Lindelof     | 4 czerwca 2017   | 5 czerwca 2017        |